# Malmkroger Altar

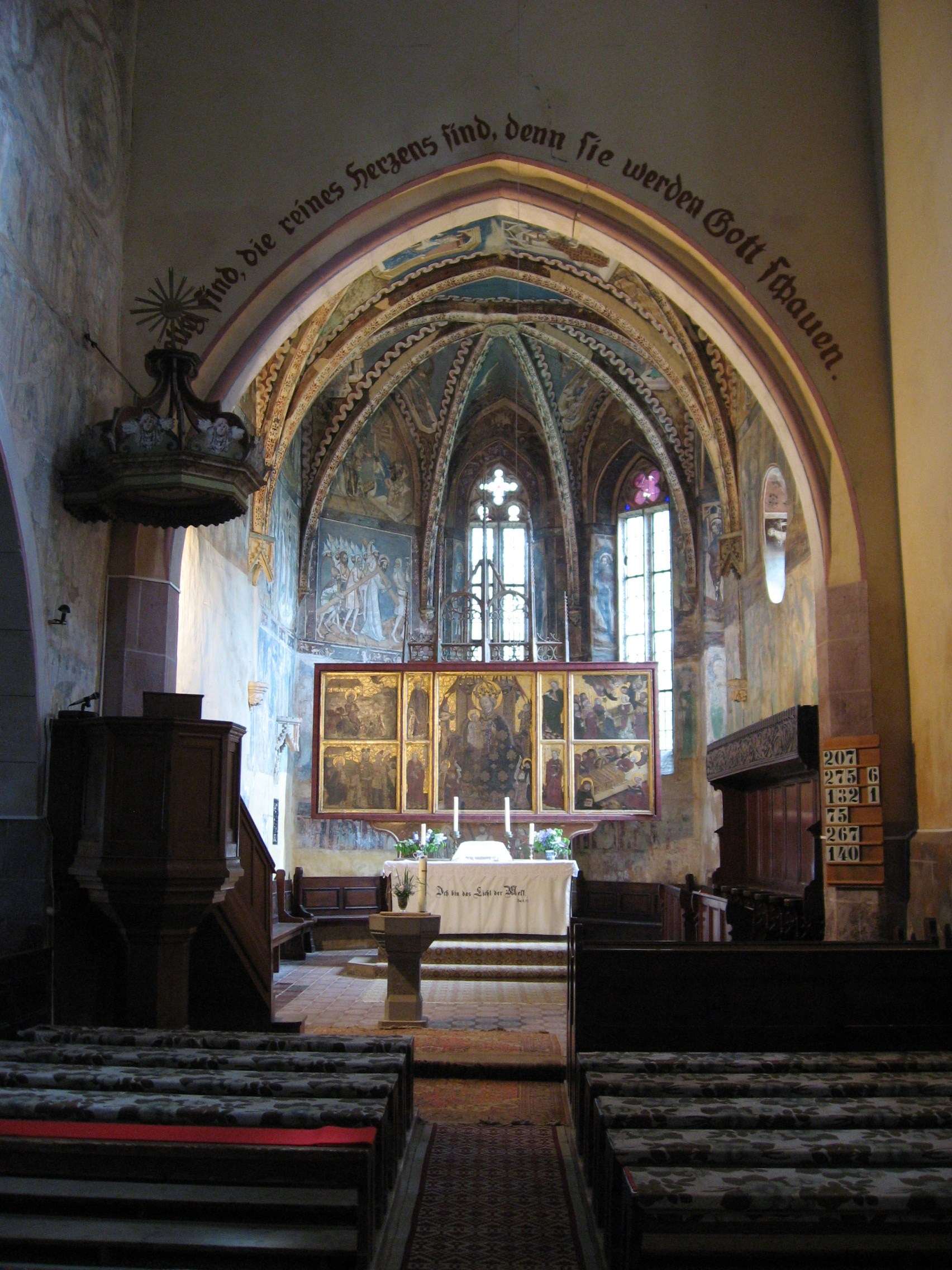
Blick in den Chorraum mit dem Altar

Der Malmkroger Altar ist ein spätgotischer Flügelaltar in der Kirchenburg von Malmkrog (rumänisch Mălâncrav) im Kreis Sibiu in Rumänien. Vor der Reformation war die Kirche von Malmkrog eine der wenigen Wallfahrtskirchen in Siebenbürgen. Der vor 1469 entstandene Altar ist mit seiner prachtvollen Madonnendarstellung auf der Mitteltafel und weiteren Szenen aus dem Marienleben der einzige unverändert im vorreformatorischen Zustand erhaltene Altar Siebenbürgens.

## Geschichte

Wappen der Familie Apafi

Historisch gehörte Malmkrog zum Komitat Oberweißenburg, und damit zu den wenigen siebenbürgisch-sächsischen Dörfern, die einem adligen Grundherrn, der ungarischen Familie Apafi, unterstanden. Aus diesem Adelsgeschlecht stammten auch die beiden letzten Siebenbürger Fürsten Michael I. und Michael II. Apafi. Malmkrog gehörte also nicht zum Gebiet des sogenannten Königsbodens, dessen Einwohner schon 1224 im Goldenen Freibrief besondere Rechte und Freiheitsprivilegien erhalten hatten. Für das Komitat galten die Bestimmungen des Augsburger Friedens von 1555, was unter anderem bedeutete, dass dem Grundherrn die Bestimmung der Konfessionszugehörigkeit seiner teils noch leibeigenen Untertanen oblag. Diesem Umstand ist es zu verdanken, dass der reiche Freskenschmuck der Kirche und wohl auch der vorreformatorische Zustand des Flügelaltars unversehrt erhalten geblieben sind. Das Wappen der Familie Apafi, Helm, Schwert und Schild mit Sonnenstrahlen vor einem Rebstock mit Trauben, ist auf der Altarpredella erhalten. Zur vermutlichen Entstehungszeit des Altars ist eine Klára Apafi urkundlich bekannt. Am 7. September 1469 wird sie als Witwe des Mihály Apafi bezeichnet. Da beide als Stifter auf dem Altarbild erscheinen, wird die Stiftung des Altars vor 1469 datiert.

## Aufbau
Die mittlere Gemäldetafel des Retabels misst 214 × 140 cm (Höhe × Breite), die Gemäldetafeln seitlich der Mitteltafel messen mit Rahmen je 98 × 43 cm (Höhe × Breite; Gemäldefläche 88 × 30 cm). Die Tafeln der beweglichen Altarflügel messen je 98 × 113,5 cm (Gemäldefläche 88 × 100 cm). Die Predella ist oben 57 cm hoch und 319 cm breit, an ihrer Basis 237 cm breit.

## Gemäldetafeln

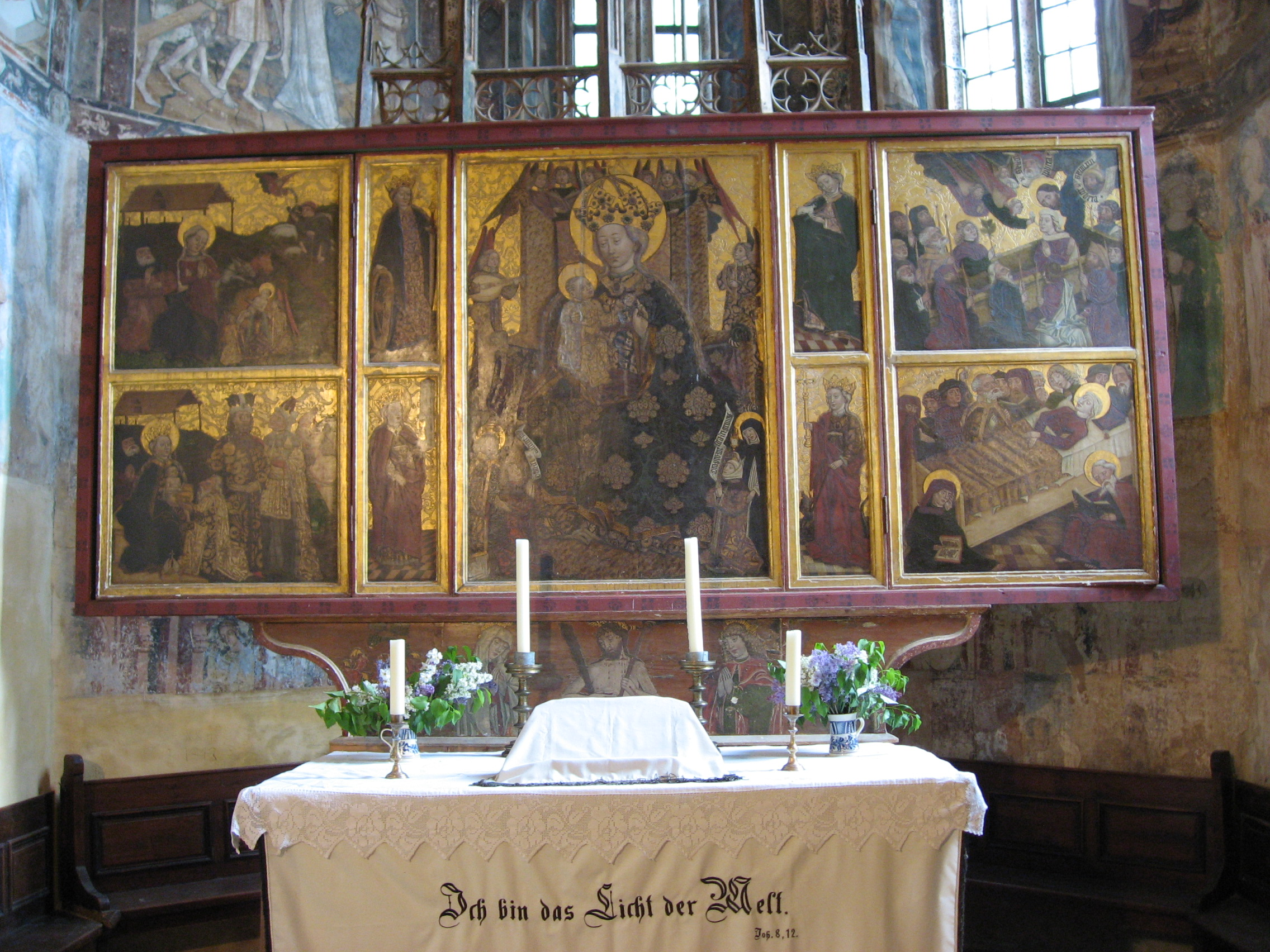
Flügelaltar der Kirche von Malmkrog (vor 1469)

Die Gemäldetafel im Zentrum des Altars zeigt eine Thronende Madonna, begleitet von musizierenden Engeln. Zu ihren Füßen knien die Stifter Mihály († 1469) und Klára Apafi, zu identifizieren anhand ihrer Namenspatrone, des Erzengels Michael und der heiligen Clara von Assisi. Die Mitteltafel wird flankiert von schmalen Gemäldetafeln mit den vier Heiligen Katharina, Barbara, Agnes und Margarethe. Die Darstellungen auf den Innen- und Außenseiten zeigen Szenen aus dem Marienleben und der Kindheit Jesu, jedoch nicht in chronologischer Anordnung: Die Außenseiten der Altarflügel zeigen die Verkündigung, Mariä Heimsuchung (im geschlossenen Zustand sichtbar), sowie Jesu Beschneidung und die Darbringung im Tempel; die Festtagsseite zeigt die Geburt Jesu, die Anbetung der Könige, Mariä Himmelfahrt und den Tod Mariens. Weitere Gemäldetafeln der Werktagsseite zeigen den Erzengel Michael und den heiligen Georg. Die beiden ritterlichen Heiligen erwecken den Eindruck von sogenannten „Schreinwächtern“. Solche Wächterfiguren finden sich beispielsweise im Sterzinger Altar (nach 1456) von Hans Multscher oder im Altar von St. Wolfgang (1471–1479) in Oberösterreich. Im Testament des Nicolaus Apafi von 1447 hatte dieser verfügt, dass sein Enkel Michael eine militärische Ausbildung erhalten solle. Neben diesen militärischen Konnotationen besitzen die Gemäldetafeln des Altars einen eleganten, „höfischen“ Stil, erkennbar an den Pressbrokat-Applikationen des Madonnenkleids sowie der Gewänder einiger Figuren der Außenseite der Altarflügel. Pressbrokat erscheint sehr selten in den noch erhaltenen Siebenbürger Altären, und dann nur auf Altären des 15. Jahrhunderts.
| Altarflügel         | Zwischentafel | Mitteltafel       | Zwischentafel | Altarflügel       |
| ------------------- | ------------- | ----------------- | ------------- | ----------------- |
| Geburt Christi      | Katharina     | Thronende Madonna | Agnes         | Mariä Himmelfahrt |
| Anbetung der Könige | Barbara       | Thronende Madonna | Margareta     | Marientod         |

| Feste Tafel | Altarflügel  | Altarflügel           | Feste Tafel |
| ----------- | ------------ | --------------------- | ----------- |
| Michael     | Verkündigung | Heimsuchung           | Georg       |
|             | Beschneidung | Darbringung im Tempel |             |

Die Anordnung der Bildtafeln folgt einer diagonalen Komposition, wie sie für die 1430er Jahre typisch ist und sich in Siebenbürgen auch im (älteren) Hauptaltar der Tartlauer Kirche findet.
Auf drei kleinen Filialen des Altargesprenges befinden sich drei nicht farbig gefasste Skulpturen, welche den gekreuzigten Christus und zu seinen Seiten Maria und den Evangelisten Johannes darstellen. Diese sind aufgrund ihres Stils in das späte 14. Jahrhundert einzuordnen, also älter als der restliche Altar.

## Inschriften
- Mitteltafel: O fili dei miserere mei; Ora pro me s[an]cta dei genitrix.
- Geburtstafel: annu[n]cio vobis gaud[ium].
- Tafel mit Mariä Himmelfahrt: Ionas p[ro]pheta; Ieremias p[ro]pheta.
- Tafel des Marientodes: deus meus [respice in me] quare me dereliquisti; longe a salute mea verba [delictorum meorum] Deus meus clamabo per diem et non exaudies (Ps 21,2–3 VUL).
- Verkündigungstafel: ave gracia plena dominus tecu[m].[2]

## Erhaltungszustand und Restaurierung
Der Altar befand sich vor der Restaurierung durch die Kronstädter Werkstatt von Gisela Richter in einem stark durch Insektenbefall beeinträchtigten Zustand. Die Tafelmalerei war insgesamt vertrocknet, das Blau, Rot und Grün durch Oxidation verändert. Die farbige Fassung der Festtagstafeln war zudem großflächig abgewetzt. Die Mittel- und Flügeltafeln zeigen Spuren von Pressbrokat, beispielsweise auf der Robe der Jungfrau in der Mitteltafel. Fehlstellen im Pressbrokat waren einfach übermalt worden. Auf der Predellatafel sind nur drei Figuren erhalten. Der Hintergrund der Predellatafel ist bis auf den Holzgrund vollständig verloren.
Das zu etwa 80 % zerstörte Gesprenge wurde in der Richterschen Werkstatt vollständig anhand der wenigen originalen Fragmente in Lindenholz nachgeschnitzt. Ergänzungen an den Rahmen wurden in Holz und Holzkitt durchgeführt, neu mit Kitt und Kreide grundiert, mit Wasserfarbe retuschiert und gefirnisst. Die Gemäldetafeln wurden mechanisch gereinigt, mit Wasserfarben retuschiert und gefirnisst, die Vergoldungen ergänzt.